# Peter Marshall (attore 1926)
Peter Marshall, pseudonimo di Ralph Pierre LaCock (Clarksburg, 30 marzo 1926 – Los Angeles, 15 agosto 2024), è stato un attore, cantante e conduttore televisivo statunitense.

## Biografia
Fratello dell'attrice Joanne Dru, fu il conduttore del game show The Hollywood Squares dal 1966 al 1981, vantando quasi cinquanta interpretazioni per spettacoli televisivi, cinematografici e teatrali

## Filmografia parziale

### Cinema
- Nessuno deve amarti (The Return of Jesse James), regia di Arthur Hilton (1950)
- La città che scotta (FBI Girl), regia di William Berke (1951)
- Il 49º uomo (The 49th Man), regia di Fred F. Sears (1953)
- Sette contro la morte (The Cavern), regia di Edgar G. Ulmer e Paolo Bianchini (1964)
- Una nave tutta matta (Ensign Pulver), regia di Joshua Logan (1964)
- Annie, regia di John Huston (1982)

### Televisione
- The 20th Century-Fox Hour – serie TV, episodio 2x06 (1956)
- Men of Annapolis – serie TV, episodio 1x30 (1957)
- Harbor Command – serie TV, episodio 1x19 (1958)
- Indirizzo permanente (77 Sunset Strip) – serie TV, episodio 5x15 (1963)